# Stegolepis
Stegolepis, biljni rod iz porodice Rapateaceae smješten u tribus Saxofridericieae, dio potporodice Saxofridericioideae. Sastoji se od 33 vrste iz tropske Južne Amerike, uglavnom na tepuima; jedna vrsta je neopisana. Trajnice i epifiti.
Rod je opisan u Linnaea 37: 480. 1871-1873[1872].

## Vrste
1. Stegolepis albiflora Steyerm.
2. Stegolepis angustata Gleason
3. Stegolepis breweri Maguire
4. Stegolepis cardonae Maguire
5. Stegolepis celiae Maguire
6. Stegolepis choripetala Maguire
7. Stegolepis ferruginea Baker
8. Stegolepis gleasoniana Steyerm.
9. Stegolepis grandis Maguire
10. Stegolepis guianensis Klotzsch ex Körn.; tipična vrsta
11. Stegolepis hitchcockii Maguire
12. Stegolepis huberi Steyerm.
13. Stegolepis humilis Steyerm.
14. Stegolepis jauaensis Maguire
15. Stegolepis ligulata Maguire
16. Stegolepis linearis Gleason
17. Stegolepis maguireana Steyerm.
18. Stegolepis membranacea Maguire
19. Stegolepis microcephala Maguire
20. Stegolepis minor Steyerm.
21. Stegolepis neblinensis Maguire
22. Stegolepis parvipetala Steyerm.
23. Stegolepis pauciflora Gleason
24. Stegolepis perligulata Maguire
25. Stegolepis piresii Maguire
26. Stegolepis ptaritepuiensis Steyerm.
27. Stegolepis pulchella Maguire
28. Stegolepis pungens Gleason
29. Stegolepis squarrosa Maguire
30. Stegolepis steyermarkii Maguire
31. Stegolepis terramarensis Steyerm.
32. Stegolepis vivipara Maguire
33. Stegolepis wurdackii Maguire